# Maedhros
Maedhros zvaný Vysoký (? Roky stromů – 587 Prvního věku), je jednou z postav z fiktivního světa anglického spisovatele J. R. R. Tolkiena. Maedhros vystupuje jako jedna z postav v Tolkienově knize Silmarillion a je zmiňován i v Nedokončených příbězích.
Maedhros pocházel z elfského lidu Noldor. Byl nejstarším synem noldorského velekrále Fëanora. Spolu se svými šesti bratry přísahal, že budou chovat nepřátelství ke každému, kdo by jim upíral právo na otcovy silmarily. Účastnil se vzpoury Noldor, avšak po příchodu do Středozemě byl krátce po bitvě pod hvězdami zajat Morgothovými sluhy odvlečen do Angbandu. Vysvobodil jej jeho přítel Fingon za pomoci Manwëho orla Thorondora. Kvůli křivdě svého otce u Losgaru se Maedhros vzdal titulu velekrále Noldor v prospěch svého nevlastního strýce Fingolfina.
Při obléhání Angbandu spolu se svými bratry bránil pahorek Himring a okolní země, které byly později známy jako Maedhrosova marka. V roce 473 prvního věku založil na obranu proti Temnému pánu Maedhrosovu unii. Alianci vedenou Maedhrosem však Morgothova vojska ve stejném roce rozprášila v bitvě Nirnaeth Arnoediad. Maedhros se účastnil Zabíjení rodných v Doriathu i Sirionských přístavech, avšak vytoužený klenot se mu s bratrem Maglorem podařilo získat teprve po Morgothově pádu, kdy přepadli tábor vítězů a společně ukradli poslední dva ze silmarilů. Klenoty však oba neskutečným žárem pálili a Maedhros spolu se silmarilem proto ukončil svůj život skokem do propasti s lávou.

## Role v příběhu

### Mládí v Amanu
Maedhros pocházel z elfského rodu Noldor. Byl prvním ze sedmi synů Fëanora, syna prvního velekrále Noldor Finwëho. Narodil se ve šťastných letech jara Ardy (někdy v průběhu Roků stromů), kdy elfové žili spokojeným životem spolu s Valar v blažené říši Amanu. Spolu se svým otcem a rodinou cestovali v těch letech Blaženou říší, přičemž se spřátelil se svým nevlastním bratrancem Fingonem, synem Fingolfinovým.
Poté, co Melkor a pavoučice Ungoliant zničili Dva valinorské stromy, usmrtili velekrále Finwëho a ukradli Fëanorovy silmarily, přísahal Fëanor spolu se všemi svými syny včetně Maedhrose, že budou až do konce věků pronásledovat jakéhokoliv živého tvora, který by jim upíral jejich právo na tyto klenoty. Ve své pýše pak na sebe v případě nesplnění této přísahy přivolávali Věčnou tmu. Maedhros se poté přidal k většině svého národa, jež pod vedením jeho otce a proti vůli Valar opustila Valinor a vydala se na cestu do Středozemě.

### Cesta do Středozemě

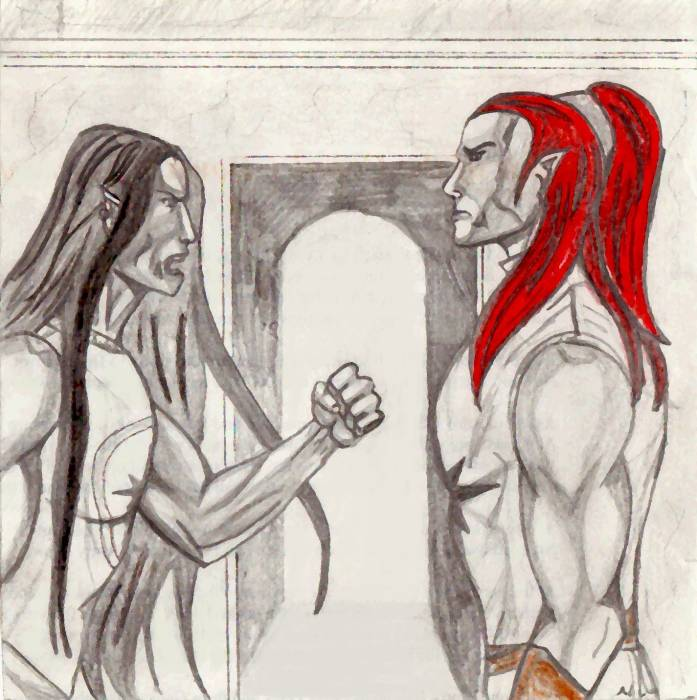
Ilustrace znázorňující Maedhrose se svým bratrem Maglorem

Po příchodu do Labutího přístavu Alqualondë se Maedhros zúčastnil prvního zabíjení rodných, které vypuklo poté, co se Fëanor pokusil zmocnit násilím lodí Teleri. Po tomto krveprolití postupovali Noldor do pustiny Araman na severu světa, kde je zastihl Mandosův hlas, jež vyřkl kletbu, později označovanou jako Sudba Noldor. V ní obvinil Fëanora a jeho syny ze zabíjení rodných a navždy jim předpověděl osud vyděděnců.
Jelikož Noldor neměli dostatek lodí na plavbu do Středozemě, rozhodl se Fëanor, že moře přepluje pouze on se svými lidmi. Většina Noldor, jež vedli jeho nevlastní bratři Fingolfin a Finarfin, tak musela během dlouhé cesty po souši podstoupit hrůzy zamrzlé úžiny Helcaraxë. Maedhros tehdy s otcovým rozhodnutím nesouhlasil, neboť spolu s Fingolfinem byl kvůli Fëanorovu rozhodnutí k strastiplné cestě odsouzen také Maedhrosův přítel Fingon.

### Války s Morgothem
Poté, co se Fëanorova družina vylodila v zálivu Drengist, zaútočili na ni Morgothovi skřeti. Elfové je v bitvě pod hvězdami zahnali až k branám Angbandu, avšak v boji byl smrtelně zraněn sám Fëanor a jeho nástupcem a Velekrálem Noldor se tak měl stát právě jeho nejstarší syn Maedhros. Ten však díky Morgothově lsti záhy na to padl do léčky, načež byl zajat a odvlečen do pevnosti Temného pána, kde byl přikován za pravé zápěstí na skále nad Thangorodrim.
Ze severu tehdy dorazili zástupy Noldor vedené Fingolfinem. Mezi Fëanorovým a Fingolfinovým lidem vládlo napětí, neboť elfové, kteří prošli hrůzami severu se právem hněvali na Fëanorovi syny. Statečně se zachoval Fingolfinův syn Fingon, který si vzpomněl na staré přátelství a zachránil za pomoci orla Thorondora uvězněného Maedhrose. Musel mu však uříznout pravou ruku v zápěstí, aby se mu podařilo dostat svého přítele z okovů. Maedhros se později z rány uzdravil a naučil se meč ovládat levou rukou. Mezi oběma znesvářenými rody došlo díky tomuto Fingonovu hrdinskému činu k dočasnému usmíření. Maedhros se následně vzdal titulu velekrál Noldor v prospěch svého nevlastního strýce Fingolfina.
Nejstarší Fëanorův syn, který chtěl předejít svárům svých bratrů s Fingolfinovými syny, se poté i se svými lidmi usadil na pahorku Himring. Ten se svými bratry bránil během obléhání Angbandu. Země v okolí jeho sídla byly později nazývány Maedhrosova marka.
Při jednom ze skřetím nájezdu do východního Beleriandu zachránil Maedhros život trpasličímu vládci Belegostu Azaghâlovi. Jako dar od trpasličího krále pak obdržel jako dar Dračí přilbu, kterou později věnoval svému příteli Fingonovi.

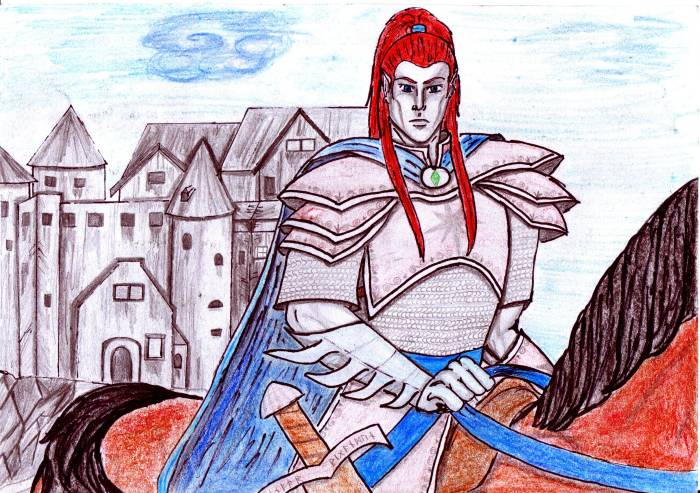
Maedhros na ilustraci od Carmen Haberichter

#### Maedhrosova unie
Hrdinství Berena a Lúthien, kterým se podařilo získat jeden ze silmarilů, povzbudilo Maedhrose k naplánování velkého útoku proti Morgothově pevnosti. V roce 473 prvního věku proto založil Maedhrosovu unii. K Fänorovým synům se tehdy přidali trpaslíci z Ered Luin i Východňané vedení Bórem a Ulfangem. Maedhrosův útok pak se svými armádami podpořil také Velekrál Fingon z Hithlumu a muži z Brethilu. O chystající se bitvě se dozvěděl také pán Gondolinu Turgon. Kvůli činův Maedhrosových bratrů Celegorma a Curufina se však k alianci odmítli připojit Orodreth a Thingol, vládci Nargothrondu a Doriathu.
Maedhrosova unie se rozpadla po zradě Ulfanga a jeho lidí v bitvě Nirnaeth Arnoediad, v níž byla unie krutě poražena. Maedhros a ostatní Fëanorovi synové se po bitvě ukrývali ve východním Beleriandu, neboť jejich vlastní panství byla dobyta.

### Závěr prvního věku
Závěr Maedhrosova života byl neblaze poznamenán přísahou Fëanorových synů, kteří se za každou cenu snažili získat otcovy klenoty. Když byl silmaril po smrti Berena a Lúthien odkázán jejich synovi Diorovi napadli Fëanorovi synové na Celegormův popud Doriath. Při plenění Doriathu v roce 509 padl Dior, Celegorm, Curufin, Caranthir i Diorova manželka Nimloth. Fëanorovi synové však vytoužený silmaril nezískali, protože Diorova dcera Elwing s ním uprchla do Sirionských přístavů. Maedhros s Maglorem proto pod tíhou své přísahy napadli také přístavy. Po jejich dobytí však Maedhros silmaril nezískal, neboť Elwing spolu s klenotem skočila do moře.
Poté, co byl v roce 587 prvního věku při útoku Valar během války hněvu svržen Morgoth, se Maedhros spolu s bratrem Maglorem pokusil získat dva zbývající klenoty. Bratři vázaní svou přísahou přepadli tábor svého lidu, zabili stráže a společně ukradli poslední dva silmarily. Ty je však v rukou pálili neskutečným žárem, a tak, když Maedhros s Maglorem pochopili, že jejich boj je marný, rozhodli se, odnést si s sebou oba klenoty na smrt. Maedhros spolu se svým silmarilem ukončil svůj život skokem do propasti s lávou.